# هور رجب

هور رجب أو (هوررجب) منطقة زراعية واسعة تمتد من جنوب الدورة في بغداد وحتى منطقة عرب جبور وإلى أطراف ناحية الرشيد واسمها في العصر العباسي منطقة وادي الحمام، لكثرة الحمام فيها. وقد زارها الخليفة العباسي هارون الرشيد لأجل الصيد.
أطلق عليها العثمانيون اسم منطقة (الجيبجي الغربي)، وبعد الفيضان الذي ضرب مدينة بغداد عام 1954 سُمّيت رسمياً بـ (هور رجب) نسبة إلى الشخص المدعو رجب الدليمي الذي جلب مشحوفا وصار يجوب المنطقة ولذا سُمّيت باسمه، وهي ذات أراضي خصبة وبساتينها عامرة غنّاء تسقى من نهر الفرات ومن نهر دجلة بنفس الوقت، ويمكنك أن تقف فيها وترى أن أراضيهم تسقى من إروائي يأخذ الماء من نهر دجلة وجدولا يأخذ الماء من نهر اليوسفية النابع من الفرات ولذا سُمّيت المنطقة قبلة النهرين.

## المكونات الاجتماعية للمنطقة
تسكن المنطقة بعض عشائر [ العلنجة/الطائية] والدليم ومنهم الجريسات، والبو علي، والخميسات والمالج، والبو صيفي، والفلاحات، والبراكات والرعود، وعشائر الجبور، وجبور الطعمة، وعشائر المعين، وعشيرة الدويجات من الزبيد والبوچليب، ولفيف متفرق من العشائر الأخرى، وأيضا توجد العوائل الكبيرة
وشهدت هذه المنطقة أحداثا كثيرة اتسمت بالعنف حتى باتت تعرف بموطن الارهاب ومركز الجماعات المسلحة. فيما تحسنت أوضاعها الامنية بعد عام 2008 وتشكلت فيها مجالس الصحوات التي ضمت أبناء عشائر المنطقة. وهي اليوم من المناطق الزراعية العامرة جنوب بغداد.